# Pippo e i parastinchi di Olympia
Pippo e i parastinchi di Olympia è una storia Disney a fumetti, realizzata da Romano Scarpa con l'assistenza alle chine di Giorgio Cavazzano e pubblicata, per la prima volta, su I Classici di Walt Disney (prima serie) n. 45 allegato a Topolino n. 869 uscito il 23 luglio 1972.
La storia è una tra le più lunghe pubblicate in uscita unica (134 tavole) e secondo alcuni si tratta della più lunga storia Disney non a puntate. La storia è stata tradotta in diverse lingue, tra cui il greco, il francese, il tedesco, il norvegese.

## Trama
Grecia, 1972. Pippo e Topolino, in vacanza con un vecchio aereo, dopo la misteriosa apparizione di un gruppo di colombe bianche, si imbattono nella statua, decapitata e calzata di parastinchi in cuoio, di Pipponte, atleta greco di età arcaica (776 a.C.), il cui corpo è del tutto uguale a quello di Pippo. Fortunatamente, anche un vaso ritraente Pipponte ha delle rotture proprio all'altezza delle teste delle figure. Due archeologi traggono la conclusione che Pippo è il diretto discendente dell'atleta. L'amico di Topolino, calzati i parastinchi, dà prove sportive eccezionali, venendo notato da Averell Bombage (parodia di Avery Brundage, all'epoca presidente del Comitato Olimpico Internazionale), e finendo iscritto alle Olimpiadi di Monaco, che in suo onore inaugureranno il Vigintathlon, specialità consistente in 20 prove. Pippo, nonostante l'intromettersi di Gambadilegno che vorrebbe speculare sui suoi futuri successi, arriva alla soglia dei Giochi, ma il ritrovamento della testa della statua, del tutto diversa da lui, gli fa perdere forze ed entusiasmo. Li riacquisirà per salvare Topolino da Gambadilegno, ma ormai i Giochi sono finiti. Però gli archeologi rinvengono i pezzi mancanti del vaso: le tre teste sono uguali a Pippo. Tre prove del fatto che il vero erede di Pipponte è lui.

### Appendice
Nel luglio 1984 esce il n. 91 della serie i Classici di Walt Disney, intitolato  Classico Olimpiadi, dove la storia viene pubblicata di nuovo, con l'aggiunta di una appendice, che descrive la storia dei parastinchi di Pipponte.
A Topolinia, nel 1976, Topolino sta leggendo un libro in casa sua, quando irrompe Pippo con la notizia delle imminenti Olimpiadi. Insieme a Topolino decide di iscriversi, richiedendo al Ministero Beni Culturali il prestito dei parastinchi. Mentre pieni d'entusiasmo scrivono la lettera, la televisione annuncia il furto dei reperti. I due amici delusi stracciano la lettera e dimenticano tutto. Otto anni dopo, a Los Angeles nel 1984, Topolino lavora nell'organizzazione dei Giochi, Pippo va a trovarlo e rimembra la storia dei parastinchi. Intanto arriva la richiesta di riscatto: sarà però proprio Pippo a recuperare i reperti e a far arrestare Gambadilegno e il suo socio. Ma quando sembra che tutto sia andato a posto, i parastinchi indossati da Pippo si sbriciolano per effetto dei troppi cambi climatici. Ma c'è ancora gloria per Pippo: un regista decide di girare un film su Pipponte, e lui ne sarà protagonista.

## Accoglienza ed eredità culturale
Il fumettista Luca Boschi, in occasione della ristampa del volume in allegato al Corriere della Sera, la definisce "una delle storie più belle di Romano Scarpa", riportando che anche lo stesso Scarpa la considerava tra le sue storie migliori.
L'autore disneyano Enrico Faccini ha dichiarato, in un'intervista del 2013, che la storia ha avuto un peso determinante nella sua scelta di proseguire gli studi liceali mentre in un'altra intervista del 2015 ha affermato che "si tratta della storia che ho letto e che avrei voluto ideare io".
Nel 2007 la FIDAL ha dedicato alla storia un intero articolo di una delle sue riviste.
La storia è stata inoltre oggetto di trattazione nel documento I fumetti e lo sport edito dalla Regione Toscana nel 2008.
Nel Disney Compendium la storia è citata esplicitamente in rapporto al cartone animato The Olympic Champ (1942) che vede anch'esso Pippo protagonista nelle competizioni olimpiche.